# Episodi di Atlanta (quarta stagione)
La quarta ed ultima stagione della serie televisiva Atlanta, composta da 10 episodi, sarà trasmessa negli Stati Uniti, da FX dal 15 settembre al 10 novembre 2022.
In Italia gli episodi sono stati resi disponibili su Disney+, all'interno dell'hub Star, il 28 dicembre 2022.
| n° | Titolo originale              | Titolo italiano                 | Prima TV USA      | Prima TV Italia  |
| -- | ----------------------------- | ------------------------------- | ----------------- | ---------------- |
| 1  | The Most Atlanta              | La vera Atlanta                 | 15 settembre 2022 | 28 dicembre 2022 |
| 2  | The Homeliest Little Horse    | La cavallina bruttina           | 15 settembre 2022 | 28 dicembre 2022 |
| 3  | Born 2 Die                    | Nato per morire                 | 22 settembre 2022 | 28 dicembre 2022 |
| 4  | Light Skinned-ed              | Faide famigliari                | 29 settembre 2022 | 28 dicembre 2022 |
| 5  | Work Ethic!                   | Etica del lavoro                | 6 ottobre 2022    | 28 dicembre 2022 |
| 6  | Crank Dat Killer              | Il Killer di Crank Dat          | 13 ottobre 2022   | 28 dicembre 2022 |
| 7  | Snipe Hunt                    | Un giorno in campeggio          | 20 ottobre 2022   | 28 dicembre 2022 |
| 8  | The Goof Who Sat By the Door  | L'imbranato della porta accanto | 27 ottobre 2022   | 28 dicembre 2022 |
| 9  | Andrew Wyeth. Alfred's World. | La fattoria pericolosa          | 3 novembre 2022   | 28 dicembre 2022 |
| 10 | It Was All a Dream            | È stato tutto un sogno          | 10 novembre 2022  | 28 dicembre 2022 |